# Eisangelia
Mit Eisangelia (griechisch εἰσαγγελία eisangelía) bezeichnete man im antiken Athen die von Solon eingeführte Form öffentlicher Klagen in Strafsachen. Sie kam vor allem dann zur Anwendung, wenn das Vergehen direkt oder indirekt das Staatsgebilde betraf, aber nicht mit konventionellen juristischen Mitteln belangt werden konnte. Der Begriff bezeichnete sowohl die ausführlich begründet eingereichte Klageschrift wie auch das daraufhin eingeleitete Verfahren.
Zunächst war diese Form der Prozessführung wohl nur für Rechtsverstöße vorgesehen, die nicht in den Gesetzestexten auftauchten. Später gab es verschiedentliche Änderungen im Verfahren, so dass dann auch Straftaten bei schriftlich verifizierten Gesetzen belangt werden konnten. In der Mitte des 4. Jahrhunderts v. Chr. wurden die verschiedenen Verfahren gebündelt, im nómos eisangeltikós zusammengefasst und einem einheitlichen Verfahren unterstellt.
War zunächst nur der Areopag für die Eisangelia-Klagen zuständig, wurden später Zuständigkeiten an andere Organe abgegeben, von denen aus der schriftlichen Überlieferung einige bekannt sind:
- die Volksversammlung richtete über schwere Schädigungen des Allgemeinwohls;
- der Rat der 500 bei Amtspflichtsverletzungen;
- der Archon bei Schutzangelegenheiten, die Waisen und Schutztöchter betrafen (die letztendliche Entscheidung oblag einem in einem Dikasterion tagenden Volksgericht);
- die Gesamtheit der Diaiteten  bei Pflichtverletzungen von Schiedsrichtern.

Die Anklage wurde niedergeschrieben und der zuständigen Stelle überreicht. Wenn diese die Anklage anerkannte, konnte der Angeklagte vom Ankläger festgesetzt werden oder er musste drei Personen finden, die für ihn bürgten. Letzteres war nicht möglich, wenn die Anklage auf Landesverrat oder Verfassungsbruch lautete. Wenn der Senat gegen den Angeklagten entschied, legte er die Strafe fest. Lautete das Votum für den Angeklagten, wurde das Verfahren an ein ordentliches Gericht weitergeleitet.
In den späten Jahren unter Perikles wurde ein Volksbeschluss verfasst, der jeden mit der Eisangelia bedrohte, der astronomische Theorien verbreitete.